# Odense (rivière)
Odense est un fleuve de l'île de Fionie située dans la région du Danemark-du-Sud. Sa longueur est d'environ 60 km.
Le cours d'eau traverse la ville d'Odense et s'écoule ensuite vers le nord avant d'aller se jeter dans la Mer du Nord. 
Au Moyen Âge, la forteresse viking de Nonnebakken dominait la rivière.

## Références

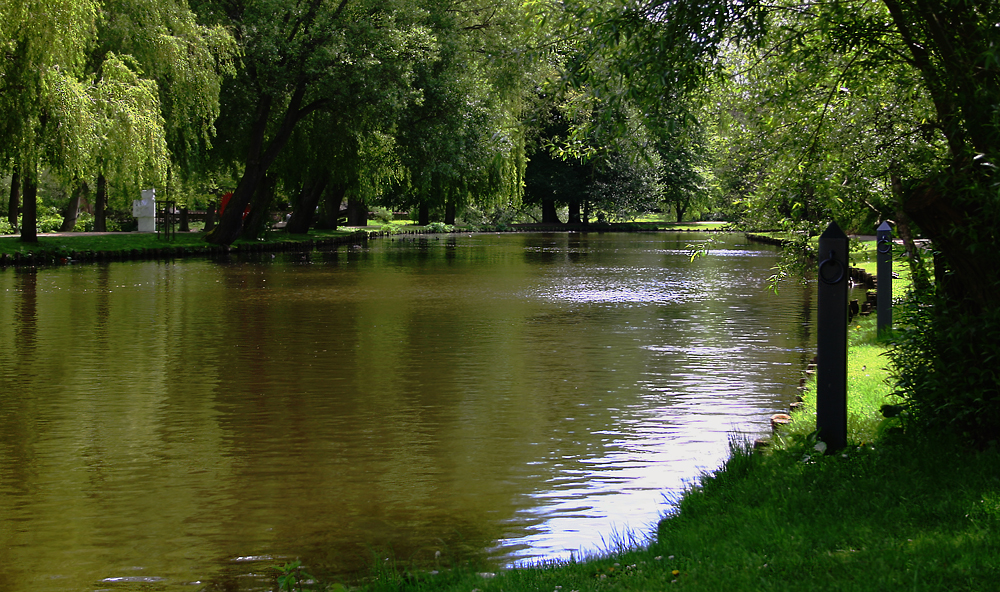
Vue de la rivière Odense traversant la ville d'Odense.